# Cunha (Braga)
Cunha is een plaats (freguesia) in de Portugese gemeente Braga en telt 612 inwoners (2001).